# Kantvilasia
Kantvilasia is een monotypisch geslacht van korstmossen behorend tot de familie Byssolomataceae. Het bevat alleen de soort Kantvilasia hians.